# Roger Moore (cientista)
Roger D. Moore foi o vencedor do Prêmio Grace Murray Hopper de 1973 (junto com Larry Breed e Richard Lathwell) da Association for Computing Machinery (ACM).
Pelo seu trabalho no projecto e na implementação da APL/360, definindo novos padrões em simplicidade, eficiência, confiabilidade e tempo de resposta para sistemas interativos.
Roger foi um dos fundadores da I.P. Sharp Associates e ocupou um alto cargo na companhia por muitos anos. Para além desse trabalho na APL, ele também tomou parte no desenvolvimento do IPSANET, uma rede de dados privada para troca de pacotes.